# 黃文擇
黃文擇（1956年7月1日—2022年6月12日），雲林縣虎尾鎮人，為黃海岱布袋戲家族的第三代成員，黃俊雄次子。曾任霹靂國際多媒體副董事長、霹靂布袋戲口白，因其声线多变，故外號「八音才子」
，是布袋戏配音界的第一号人物。有一兄黃強華，一雙胞胎弟黃文耀與兩同父異母弟妹黃鳳儀、黃立綱。2022年以電影《素還真》榮獲第24屆台北電影獎最佳傑出技術獎。
2022年6月12日，黃文擇因病辭世，享壽67歲。

## 歌曲填詞
- 荒山亮 《暉》 (收錄2009，風雲四起專輯，並未發行與播出)
- 荒山亮 《起戰天下來》 (收錄2009，風雲四起專輯，並未發行與播出，部分填詞)
- 阿輪   《佾雲詩歌》   (2001年霹靂異數之龍圖霸業片尾曲)

## 配音
- 《霹靂布袋戲系列》（1983年至2021年）
- 《聖石傳說》（2000年）
- 《梁祝西湖蝶夢》（2013年）
- 《奇人密碼－古羅布之謎》-跩鴨（2015年）
- 《Thunderbolt_Fantasy_生死一劍》-棄天帝（2017年、客串）
- 《旅遊大亨》中的S+角色素還真、S+角色羅喉
- 《素還真》- 素還真（2022年）[4]

## 逝世後的影響

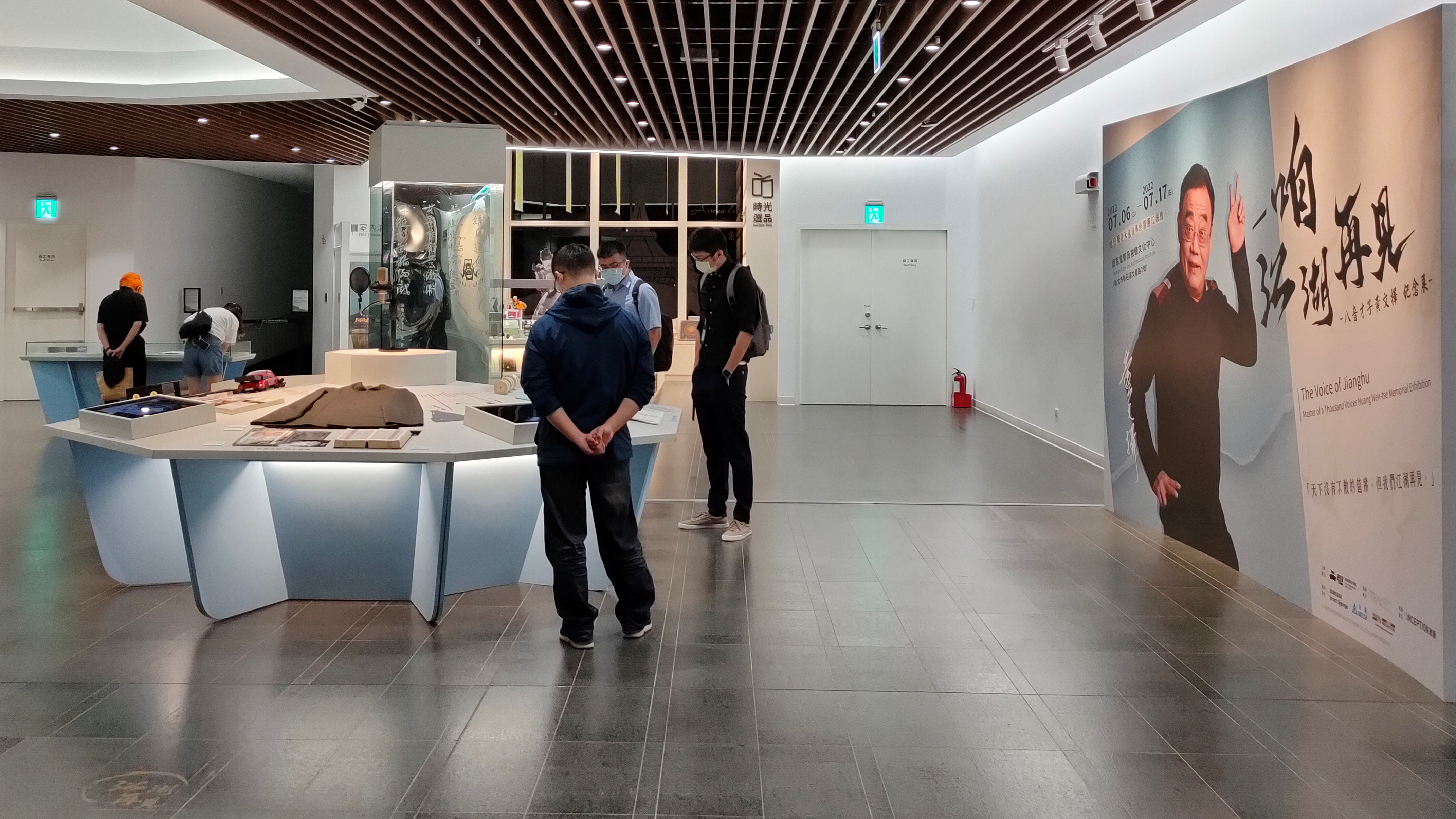
《咱 江湖再見》紀念展

- 黃強華透過「八維自道應天意，音吐鴻暢論俠義；才氣郁郁學識淵，子徒彭彭揚偶戲。」的藏頭詩為其悼念[5]。
- 霹靂國際多媒體依據其生前囑咐及考量疫情問題決定從簡喪葬儀式[5]，且宣布將在2022年7月於國家電影及視聽文化中心舉辦個人生前紀念展《咱 江湖再見》[6]。
- 黃立綱將個人臉書的大頭照換成黑色以示哀悼[7]，旗下經營的金光多媒體自2022年6月15日[8]─6月26日[9]之間，所上傳至YouTube頻道上的影片，在左上角均放置一朵白色蓮花圖樣以示哀悼。

## 外部連結
- 霹靂網（霹靂國際多媒體官方首頁） （页面存档备份，存于）
- 霹靂創世錄 （页面存档备份，存于）